# E-procurement
e-Procurement – obszar e-biznesu dotyczący elektronicznej integracji i zarządzania wszystkimi działaniami związanymi z elektronicznym procesem zamówień i zaopatrzenia w sektorze publicznym jak i sektorze prywatnym.
Spełnia on trzy podstawowe funkcje:
1. Automatyzacja procesu zakupowego:
e-Procurement obejmuje cały proces zaopatrzeniowy w całej organizacji i na wszystkich jej poziomach. Obieg dokumentów, wykorzystywanie e-podpisu, e-faktura odbywa się drogą elektroniczną.
2. Kontrola zakupów:
e-Procurement umożliwia prowadzenie centralnej koordynacji planowania, budżetowania oraz monitorowania procesu zakupów. Pozwala to na uwolnienie departamentu zakupów od bieżących zadań i skoncentrowanie się na strategicznym wyborze dostawców oraz monitorowaniu współpracy.
3. Standaryzacja asortymentu:
Wraz z e-procurement wprowadza się weryfikację kupowanego asortymentu i portfela dostawców. Poprawia to planowanie i współpracę z dostawcami.

Za pomocą e-procurement można usprawnić procesy biznesowe jak i uzyskać oszczędności wynikające z tańszych zakupów materiałów i usług. Elektroniczny obieg dokumentów pozwala zaoszczędzić czas potrzebny na przygotowanie zamówień.
Aukcje internetowe to wygodne i proste narzędzie zakupowe wspierające proces wyboru dostawców. Zarówno w zamówieniach w sektorze prywatnym jak i w sektorze publicznym cechuje je dwustopniowość:
- wstępna kwalifikacja potencjalnych dostawców na podstawie złożonych ofert wstępnych i niezbędnych dokumentów,
- aukcja elektroniczna jako negocjacje online.

Zapewnienie efektywnego funkcjonowania zakupów wymaga koncentracji na kluczowych dostawcach, a w szczególności budowania relacji opartych na partnerskiej współpracy. Celem takich działań jest zwiększenie innowacyjności, poprawa współpracy zespołowej, obniżenie cen jednostkowych oraz całkowitych kosztów posiadania (TCO).
Wdrożenie rozwiązań e-procurement ułatwia prowadzenie wielowymiarowych analiz kosztów zakupów oraz dostawców.
Rozwiązania e-procurement są wdrażane także wśród podmiotów należących do sektora finansów publicznych. Należy do nich m.in. obowiązek stosowania środków komunikacji elektronicznej przy udzielaniu zamówień publicznych. 